# Свети Наум Охридски (Малмьо)
„Свети Наум Охридски“ (на македонска литературна норма: „Свети Наум Охридски“, на шведски: Makedoniska Ortodoxa Kyrka "St. Naum Ohridski") е православен храм в Малмьо, Швеция, катедрален храм на Европейската епархия на Македонската православна църква – Охридска архиепископия.

## История
Първата църковна община на Македонската православна църква в Швеция е формирана на 14 януари 1973 година в църквата „Свети Йоан“ в Малмьо в присъствието на делегация на МПЦ, начело със свещеник Петър Йорданов и Доне Илиевски. Общината е наречена „Свети Наум Охридски Чудотворец“. Пръв енорийски свещеник е прота ставрофор Лазар Петров, последван от свещеник Георги Ивановски, и прота ставрофор Боро Станковски. В 1985 година Светият архиерейски синод на МПЦ изпраща за редовен енорийски свещеник Блажо Кожарски. Богослужението до тази година се извършва във взети под наем шведски църкви в Малмьо и околните селища Трелеборг, Еслев, Векше, Гиславед, Хелсинборг и други.
Първата служба в църквата „Свети Наум“ е отслужена на великден 17 април 1985 година. Осветена е на 3 май 1987 година от митрополит Петър Преспанско-Пелагонийски, архиерей за македонските православни църковни общини в Европа. Църквата е купена за 618 000 шведски крони. Иконите на иконостаса са дело на Юлияна Поповска от Скопие.
В 1997 година за 1 365 000 шведски крони е купено 5000 m2 място за църква с помощни помещения. В 1998 година митрополитот Кирил Положко-Кумановски, митрополит Горазд Европейски и митрополит Стефан Брегалнишки осветяват новото място. На 18 октомври 2003 година е поставен основния камък от архиепископ Стефан Охридски и Македонски и митрополит Горазд Европейски. Проектът на църквата е на Тодор Паскали и Биляна Паскали-Бунташевска от Охрид. Църквата е 185 m2, а помощните помещения 320 m2.
Храмът е завършен в 2006 година. Освещаването му става на 19 октомври 2013 година.